# EMC Instytut Medyczny
EMC Instytut Medyczny S.A. – jest największym w Polsce właścicielem szpitali i przychodni na rynku prywatnych usług medycznych. Główną działalność medyczną EMC stanowi: lecznictwo szpitalne, specjalistyczne, hospitalizacje w szpitalach ogólnych oraz poradnictwo ambulatoryjne w ramach przychodni specjalistycznych i podstawowej opieki zdrowotnej. Większość usług świadczona jest nieodpłatnie w ramach kontraktów z Narodowym Funduszem Zdrowia. Około 80% przychodów firmy stanowią świadczenia medyczne finansowane przez system powszechnego ubezpieczenia zdrowotnego. EMC Instytut Medyczny jest operatorem medycznym, budującym nowe jednostki w miejscach, gdzie istnieje taka potrzeba, a także przekształcającym stare, mało wydajne i wadliwie zarządzane szpitale publiczne w nowocześnie działające ośrodki medyczne. Grupę EMC tworzy 10 szpitali i 26 przychodni.
Od 2005 roku firma jest notowana na Warszawskiej Giełdzie Papierów Wartościowych. W marcu 2010 roku cała grupa EMC otrzymała globalny certyfikat ISO 9001:2000.

## Historia
EMC Instytut Medyczny S.A. powstał w 2001 roku, pierwotnie jako EuroMediCare sp. z o.o. Podstawowym celem działalności spółki było uruchomienie pierwszego we Wrocławiu, a jednocześnie jednego z pierwszych w Polsce, prywatnego szpitala, w którym jakość usług nie odbiegałaby od standardów najlepszych szpitali europejskich. Placówka miała działać głównie w oparciu o kontrakt z ówczesną kasą chorych (aktualnie Narodowym Funduszem Zdrowia), a więc być dostępna w ramach powszechnego ubezpieczenia zdrowotnego oraz zapewniać bezpieczeństwo i komfort pobytu. Po niespełna dziesięciu miesiącach prac Szpital Specjalistyczny z Przychodnią pod nazwą EuroMediCare leczył pierwszych pacjentów.
W 2004 roku Instytut EMC podjął się zadania restrukturyzacji szpitala powiatowego w Ozimku koło Opola. Przedsięwzięcie było wówczas w Polsce rozwiązaniem pionierskim i w związku z tym obciążonym sporym ryzykiem, ale ostatecznie okazało się dużym sukcesem spółki i zapoczątkowało kolejne akwizycje: w Ząbkowicach Śląskich, Kamieniu Pomorskim, Świebodzicach, Wrocławiu, Kowarach, Katowicach, Piasecznie, Kwidzynie i Lubinie. W sierpniu 2007 roku spółka rozpoczęła działalność na terenie Irlandii, uruchamiając przychodnię specjalistyczną w Dublinie.
W 2010 roku EMC Instytut Medyczny S.A. nawiązał współpracę z największą niemiecką Kasą Chorych AOK – Die Gesundheitskasse i Techniker Krankenkasse. Na podstawie umowy uprawnieni pacjenci otrzymują kompleksową opiekę medyczną w czterech szpitalach należących do grupy: Szpitalu EuroMediCare we Wrocławiu, Szpitalu św. Rocha w Ozimku, Szpitalu św. Antoniego w Ząbkowicach Śląskich i Szpitalu św. Jerzego w Kamieniu Pomorskim.
We wrześniu 2011 roku EMC Instytut Medyczny S.A. podpisał umowy z trzema holenderskimi kasami chorych – CZ, DeltaLloyd oraz OHRA
8 listopada 2011 EMC Instytut Medyczny podpisał umowę z Universitätsmedizin Greifswald, która zakłada współpracę obu podmiotów m.in. w zakresie edukacji i szkoleń, wymiany personelu, przedsięwzięć na rynku medycznym oraz wspólnych usług medycznych dla pacjentów po obu stronach granicy. Oba podmioty planują współpracę przy wdrażaniu nowych rozwiązań w zakresie telemedycyny i teleradiologii.
W 2013 roku w posiadanie większościowego pakietu akcji EMC Instytut Medyczny wszedł słowacko-czeski fundusz Penta Investments.
10 października 2019 EMC IM SA rozpoczął negocjacje ze Starostą Powiatu Kamieńskiego w zakresie ustalenia warunków ewentualnej sprzedaży na rzecz Powiatu Kamieńskiego  Szpitala św. Jerzego w Kamieniu Pomorskim, za cenę "symbolicznej złotówki"

## Lista placówek
Województwo dolnośląskie
- Wrocław – Szpital Specjalistyczny z Przychodnią EuroMediCare
- Wrocław – Przychodnia przy Łowieckiej
- Wrocław – Przychodnie Formica
- Lubin – Przychodnie Lubmed
- Lubin – Regionalne Centrum Zdrowia
- Ząbkowice Śląskie – Szpital św. Antoniego
- Świebodzice – Szpital Mikulicz
- Kowary – Powiatowe Centrum Zdrowia Bukowiec

Województwo mazowieckie
- Piaseczno – Szpital św Anny

Województwo opolskie
- Ozimek – Szpital św. Rocha

Województwo pomorskie
- Kwidzyn – Szpital Zdrowie

Województwo śląskie
- Katowice – Szpital Geriatryczny im. Jana Pawła II

Województwo zachodniopomorskie
- Kamień Pomorski – Szpital św. Jerzego. emc-sa.pl. [zarchiwizowane z tego adresu (2017-02-08)].